# Anaya striolata
Anaya striolata är en insektsart som först beskrevs av Melichar 1902.  Anaya striolata ingår i släktet Anaya och familjen Flatidae. Utöver nominatformen finns också underarten A. s. suturalis.